# Indigofera ovata
Indigofera ovata är en ärtväxtart som beskrevs av Carl Peter Thunberg. Indigofera ovata ingår i släktet indigosläktet, och familjen ärtväxter. Inga underarter finns listade i Catalogue of Life.